# Bundestagswahlkreis Mecklenburgische Seenplatte I – Vorpommern-Greifswald II
Der Bundestagswahlkreis Mecklenburgische Seenplatte I – Vorpommern-Greifswald II (Wahlkreis 16) ist ein Bundestagswahlkreis in Mecklenburg-Vorpommern. Er umfasst vom Landkreis Mecklenburgische Seenplatte die amtsfreien Gemeinden Feldberger Seenlandschaft und Neubrandenburg, die Ämter Friedland, Neverin, Stargarder Land und Woldegk sowie, vom Landkreis Vorpommern-Greifswald, die amtsfreien Gemeinden Anklam, Heringsdorf, Pasewalk, Strasburg (Uckermark) und Ueckermünde, die Ämter Am Peenestrom, Am Stettiner Haff, Anklam-Land, Jarmen-Tutow, Lubmin, Löcknitz-Penkun, Peenetal/Loitz, Torgelow-Ferdinandshof, Uecker-Randow-Tal, Usedom-Nord, Usedom-Süd und Züssow
Der Wahlkreis wurde zur Bundestagswahl 2013 neu eingerichtet.

## Geschichte
In Mecklenburg-Vorpommern wurde zur Bundestagswahl 2013 die Zahl der Bundestagswahlkreise von sieben auf sechs reduziert. In diesem Zusammenhang wurde insbesondere im Südosten des Bundeslandes die Wahlkreisgliederung grundlegend geändert. Der Wahlkreis Mecklenburgische Seenplatte I – Vorpommern-Greifswald II setzt sich ungefähr je zur Hälfte aus Gebieten zusammen, die zu den früheren Wahlkreisen 16 Greifswald – Demmin – Ostvorpommern und 18 Neubrandenburg – Mecklenburg-Strelitz – Uecker-Randow gehörten.

## Wahlkreisabgeordnete
| Wahl | Abgeordneter | Abgeordneter      | Partei | Stimmen in % |
| ---- | ------------ | ----------------- | ------ | ------------ |
| 2013 |              | Matthias Lietz    | CDU    | 45,9         |
| 2017 |              | Philipp Amthor    | CDU    | 31,2         |
| 2021 |              | Erik von Malottki | SPD    | 24,8         |
| 2025 |              | Enrico Komning    | AfD    | 45,2         |

## Wahlergebnisse

### Bundestagswahl 2025
| Kandidaten                                             | Kandidaten                  | Parteien/Listen     | Erststimmen | Erststimmen | Zweitstimmen | Zweitstimmen |
| Kandidaten                                             | Kandidaten                  | Parteien/Listen     | Stimmen     | %           | Stimmen      | %            |
| ------------------------------------------------------ | --------------------------- | ------------------- | ----------- | ----------- | ------------ | ------------ |
|                                                        | Erik von Malottki           | SPD                 | 22.871      | 13,8        | 16.306       | 9,8          |
|                                                        | Enrico Komninggewählt im WK | AfD                 | 75.083      | 45,2        | 71.490       | 42,8         |
|                                                        | Philipp Amthor              | CDU                 | 33.050      | 19,9        | 28.878       | 17,3         |
|                                                        | Amina Inèz Kanew            | Die Linke           | 18.008      | 10,8        | 15.824       | 9,5          |
|                                                        | Christian Bartelt           | FDP                 | 5.881       | 3,5         | 5.252        | 3,1          |
|                                                        | Katharina Horn              | GRÜNE               | 3.787       | 2,3         | 4.721        | 2,8          |
|                                                        | —                           | Tierschutzpartei    | –           | –           | 2.524        | 1,5          |
|                                                        | Gerhard Helmut Friedrich    | FREIE WÄHLER        | 4.772       | 2,9         | 1.679        | 1,0          |
|                                                        | —                           | Volt                | –           | –           | 645          | 0,4          |
|                                                        | —                           | MLPD                | –           | –           | 97           | 0,1          |
|                                                        | —                           | BÜNDNIS DEUTSCHLAND | –           | –           | 420          | 0,3          |
|                                                        | —                           | BSW                 | –           | –           | 19.002       | 11,4         |
|                                                        | Danilo Dröse                | Einzelbewerber      | 1.524       | 0,9         | –            | –            |
|                                                        | Ulf Michalsky               | Einzelbewerber      | 1.108       | 0,7         | –            | –            |
| Gesamt                                                 | Gesamt                      | Gesamt              | 166.084     | 100         | 166.838      | 100          |
|                                                        |                             |                     |             |             |              |              |
| Ungültige Stimmen                                      | Ungültige Stimmen           | Ungültige Stimmen   | 2.154       | 1,3         | 1.400        | 0,8          |
| Wähler                                                 | Wähler                      | Wähler              | 168.238     | 78,0        | 168.238      | 78,0         |
| Wahlberechtigte                                        | Wahlberechtigte             | Wahlberechtigte     | 215.716     |             | 215.716      |              |
|                                                        |                             |                     |             |             |              |              |
| Quellen: Die Bundeswahlleiterin, Kandidaten – Ergebnis |                             |                     |             |             |              |              |

### Bundestagswahl 2021
| Direktkandidat(in) | Partei           | Erststimmen in % | Zweitstimmen in % |
| ------------------ | ---------------- | ---------------- | ----------------- |
| Philipp Amthor     | CDU              | 20,7             | 19,0              |
| Enrico Komning     | AfD              | 24,3             | 23,2              |
| Toni Jaschinski    | LINKE            | 10,8             | 10,2              |
| Erik von Malottki  | SPD              | 24,8             | 26,7              |
| Christian Bartelt  | FDP              | 7,4              | 7,6               |
| Katharina Horn     | GRÜNE            | 4,1              | 4,4               |
| Anja Hübner        | Tierschutzpartei | 3,2              | 2,5               |
| –                  | NPD              | -                | 1,3               |
| –                  | Die PARTEI       | -                | 0,7               |
| Matthias Andiel    | FREIE WÄHLER     | 1,6              | 1,4               |
| –                  | MLPD             | -                | 0,1               |
| –                  | ÖDP              | -                | 0,1               |
| Wolfgang Wodarg    | dieBasis         | 2,2              | 1,9               |
| –                  | DKP              | -                | 0,1               |
| –                  | Die Humanisten   | -                | 0,1               |
| –                  | PIRATEN          | -                | 0,3               |
| –                  | Team Todenhöfer  | -                | 0,2               |
| –                  | Volt             | -                | 0,3               |
| Sören Krüger       | Einzelbewerber   | 0,3              | -                 |
| Sophie Maus        | UNABHÄNGIGE      | 0,7              | -                 |

### Bundestagswahl 2017
Zur Bundestagswahl 2017 am 24. September wurden neun Direktkandidaten und dreizehn Landeslisten zugelassen. Es waren 225.843 Einwohner wahlberechtigt, es beteiligten sich 156.966 Wähler. Dies entspricht einer Wahlbeteiligung von 69,5 Prozent. Die Wahl erbrachte folgendes Wahlkreisergebnis:
| Direktkandidat(in)   | Partei           | Erststimmen in % | Zweitstimmen in % |
| -------------------- | ---------------- | ---------------- | ----------------- |
| Philipp Amthor       | CDU              | 31,2             | 33,5              |
| Toni Jaschinski      | LINKE            | 19,1             | 17,6              |
| Heiko Miraß          | SPD              | 13,9             | 12,3              |
| Enrico Komning       | AfD              | 23,5             | 23,0              |
| Timo Elias Pfarr     | GRÜNE            | 2,5              | 2,6               |
| Michael Andrejewski  | NPD              | 2,0              | 1,6               |
| Christian Bartelt    | FDP              | 5,8              | 5,6               |
| Klaus-Dieter Gabbert | Freie Wähler     | 1,3              | 0,7               |
| ‒                    | MLPD             | ‒                | 0,1               |
| ‒                    | BGE              | ‒                | 0,4               |
| ‒                    | ÖDP              | ‒                | 0,1               |
| Roland Gorsleben     | Die PARTEI       | 1,0              | 0,9               |
| ‒                    | Tierschutzpartei | ‒                | 1,2               |

Direkt gewählt wurde Philipp Amthor (CDU), über die Landesliste wurde Enrico Komning (AfD) gewählt.

### Bundestagswahl 2013
Zur Bundestagswahl 2013 am 22. September wurden acht Direktkandidaten und zwölf Landeslisten zugelassen.
| Direktkandidat         | Partei          | Erststimmen in % | Zweitstimmen in % |
| ---------------------- | --------------- | ---------------- | ----------------- |
| Matthias Lietz         | CDU             | 45,9             | 44,9              |
| Torsten Koplin         | DIE LINKE       | 23,9             | 21,6              |
| Holm-Henning Freier    | SPD             | 15,7             | 14,8              |
| Christian Bartelt      | FDP             | 1,8              | 2,0               |
| Ralf-Peter Hässelbarth | GRÜNE           | 2,3              | 2,7               |
| Tino Müller            | NPD             | 5,8              | 4,6               |
| Uwe Bastian            | PIRATEN         | 2,6              | 1,8               |
| ‒                      | MLPD            | ‒                | 0,1               |
| ‒                      | REP             | ‒                | 0,1               |
| ‒                      | AfD             | ‒                | 6,0               |
| ‒                      | pro Deutschland | ‒                | 0,2               |
| Volker Böhning         | FREIE WÄHLER    | 1,9              | 1,0               |